# TA30 (水雷艇)
「TA30」は第二次世界大戦時のドイツの水雷艇。ジェノバで建造中であったイタリアのアリエテ級水雷艇「ドラゴーネ (Dragone)」をイタリアの降伏により1943年9月にドイツが捕獲したものである。
ジェノヴァのアンサルド社で建造。1942年7月15日起工。1943年8月14日進水。1944年5月15日、または4月15日就役。第10水雷群に編入された。
「TA30」は機雷敷設任務に7回、偵察任務に7回従事した。
5月、第10水雷群（「TA24」、「TA29」、「TA30」）はリグリア海で4度の機雷敷設を行った。
1944年5月31日、「TA30」と「TA29」はアメリカ魚雷艇「PT304」、「PT306」、「PT307」と交戦。6月9日、ポルト・フェライオでアメリカ軍の空襲により大損害を受けた（のち沈没）「TA27」の乗員を救助。また、その際敵機1機を撃墜した。
6月15日、「A30」と「TA26」は機雷敷設を終え帰投途中にラ・スペツィア南方でアメリカ魚雷艇「PT552」、「PT558」、「PT559」の攻撃を受け、2隻とも被雷沈没した。「TA30」には「PT552」から発射された魚雷1本が命中。艦尾が切断されて約10分後に沈没し、140人中20人が死亡した。